# Katherine Belov
Katherine Belov (Sídney, 1973) es una genetista australiana, profesora de genómica comparativa en la Escuela de Ciencias de la Vida y del Medio Ambiente y vicerrectora profesional de participación global en la Universidad de Sídney. Es jefa del Grupo de Genómica de la Vida Silvestre de Australasia y experta en investigación en el área de genómica comparativa e inmunogenética, incluidos los demonios y koalas de Tasmania, dos especies icónicas australianas que están amenazadas por procesos de enfermedades. A lo largo de su carrera, ha refutado la idea de que el sistema inmunitario marsupial es primitivo, caracterizó los genes inmunes del oposum gris sudamericano de cola corta, participó en el Proyecto del Genoma de Platypus, realizó una investigación que identificó las propiedades del veneno de Platypus e identificó la causa de la propagación del cáncer contagioso del demonio de Tasmania. 
Es gran defensora de Women in STEM y lidera un exitoso equipo de investigación formado por estudiantes en su mayoría mujeres y estudiantes de postdoctorado. 

## Biografía
Katherine Belov nació en Sídney, Australia en 1973, hija de Nick y Larissa Belov. Sus padres eran inmigrantes en Australia y de herencia rusa. Creció en West Ryde, Nueva Gales del Sur, y realizó su licenciatura en genética humana en la Universidad Macquarie.  La profesora Des Cooper la convenció de cambiar de la genética humana a la genética animal y se convertiría en su supervisora de doctorado.  

## Carrera
Inicialmente trabajó en canguros grises, pero cambió rápidamente al estudio de los marsupiales. Desafió la teoría de otro investigador que creía que los marsupiales no tenían un sistema inmunológico altamente desarrollado y probaron que tenían sistemas inmunológicos sofisticados comparables a los nuestros. La investigación la inspiró a inscribirse en un programa de doctorado sobre inmunología marsupial en la Universidad Macquarie. Obtuvo su doctorado en 2002, y comenzó su trabajo postdoctoral en el Museo Australiano con una beca del Consejo de Investigación Australiano.
En 2004, como parte del equipo, Belov se convirtió en una de los investigadores principales para secuenciar el genoma del ornitorrinco. Los resultados, con el trabajo de más de 100 científicos internacionales, se publicaron en Nature en mayo de 2008. Entre los hallazgos se encontró que el ornitorrinco tiene péptidos antimicrobianos únicos con un potencial de amplio espectro para combatir una variedad de bacterias y virus, y posiblemente infecciones por estafilococos en humanos.  La investigación continuó y ahora dirige a su propio equipo de investigadores de la Universidad de Sídney. Comenzaron a caracterizar el veneno de los ornitorrincos, que no tiene antiveneno y causa dolor severo a los humanos. Pudieron completar el análisis en 18 meses, verificando siete metaloproteinasas similares a serpientes, siete toxinas similares a las alfa-latrotoxinas de arañas viudas negras, seis proteínas secretoras ricas en cisteína (CRISP) como las que se encuentran en algunos lagartos y monstruos de Gila, así como algunos componentes menores similares a los del veneno de anémona de mar.
En 2007, aceptó un puesto como profesora en la Facultad de Ciencias Veterinarias de la Universidad de Sídney y comenzó a centrarse en el cáncer contagioso, la  enfermedad tumoral facial del demonio de Tasmania, que comenzó a propagarse a través de la población del demonio de Tasmania en 1996. Propuso que el problema era que los demonios carecen de una gran diversidad genética de complejos de histocompatibilidad. Probó su hipótesis de que los demonios no producen una respuesta inmune al cáncer porque la composición genética del tumor es muy similar a la suya.
Se convirtió en profesora de Genómica Comparativa en la Universidad de Sídney y recibió un premio Future Fellow del Australian Research Council (ARC) para  continuar su investigación en la identificación de genes, no solo para demonios y ornitorrincos, sino para otras especies nativas australianas como skinks y wallabies. En 2014, recibió la Medalla Fenner por la investigación en biología de la Academia Australiana de Ciencias.
En 2016, fue nombrada para el nuevo rol de Pro-Vicecanciller (Global Engagement) en la Universidad de Sídney.  Esta función incluye la responsabilidad de gestionar el desarrollo y la ejecución de la estrategia de participación global de la Universidad. 
El equipo de investigación de Belov hizo algunos descubrimientos destacados en 2016.  En primer lugar, una nueva investigación que demostró que los péptidos antimicrobianos (llamados catelicidinas ) en la leche del demonio de Tasmania pueden matar las bacterias y los hongos más letales, un descubrimiento importante en la lucha contra las superbacterias.  El segundo fue el descubrimiento de nueve nuevas variantes genéticas en la remota población del demonio del sudeste de Tasmania.
Ha publicado más de 170 artículos revisados por pares, incluidos artículos en Nature, Proceedings of the National Academy of Sciences y PLoS Biology.
Ahora, su equipo, el Grupo de Genómica de la Vida Silvestre de Australasia, estudia la genética molecular y la evolución de las familias de genes y genomas de la vida silvestre nativa.  La investigación se centra en el sistema inmunológico, la genética de conservación evolutiva y las aplicaciones para la gestión de la conservación . 
A Kathy le apasiona la mentoría de los investigadores de carrera temprana, particularmente mujeres, y ha supervisado a 11 postdoctorados dentro de su propio equipo, así como a muchos otros a través de programas formales de mentoría.  Ha supervisado 18 estudiantes de doctorado, 13 de maestría y 24 de honores hasta la finalización. Promueve a Women in STEM y es miembro del Consejo Asesor de SAGE de la Universidad de Sídney.

## Honores
2015-Las 38 personas influyentes de la Universidad de Sídney que debes seguir en Twitter
Academia Australiana de Ciencias 2014, Medalla Fenner para Investigación en Biología (Excluyendo las Ciencias Biomédicas)
2014 La Sociedad de Genética de Australasia "Medalla Ross Crozier" 
Premios Eureka 2011 Investigación e innovación, investigación ambiental, defensores de los demonios
Sydney Magazine Top 100 de Sydney-siders más influyentes de 2010
2009 ARC prestigiosas becas futuras para investigadores de carrera media 
2009 Recibió el Premio People's Choice, en el XX Australian Museum Eureka Awards
2008 El instituto australiano de política y ciencia (AIPS) Premio Pop Poppy